# Raphaela (Vorname)
Raphaela ist ein weiblicher Vorname. Er ist abgeleitet vom männlichen Namen Raphael, der aus dem Hebräischen stammt und sich vom Erzengel Raphael ableitet, dessen Name Gott hat geheilt
bedeutet.

## Varianten
| - Rafaela - Raffaela - Raffaella - Raphaela | - Raphaëla - Raphaele - Raphaële - Raphaëlle |

## Namensträgerinnen

### Rafaela
- Rafaela von Bredow (* 1967), deutsche Journalistin und Autorin
- Rafaela Carrasco (* 1972), spanische Flamenco-Tänzerin und Choreografin
- Rafaela Dancygier (* 1977), deutsch-US-amerikanische Politikwissenschaftlerin
- Rafaela Hillerbrand (* 1976), deutsche Physikerin und Philosophin
- Rafaela Kastelik (* 1976), ungarische Ordensfrau (Zisterzienserin), Äbtissin
- Rafaela Kraus (* 1967), deutsche Wirtschaftswissenschaftlerin
- Rafaela de Miranda Travalao (* 1988), brasilianische Fußballspielerin, siehe Rafinha
- Rafaela Ortega y Gasset (1884–1940), spanische Philanthropin und Humanistin
- Rafaela Ottiano (1888–1942), italo-amerikanische Schauspielerin
- Rafaela Porras y Ayllón (1850–1925), spanische Ordensschwester und Heilige
- Rafaela Serrano Rodríguez (1862–1938a), kubanische Pianistin und Musikpädagogin spanischer Herkunft
- Rafaela Silva (* 1992), brasilianische Judoka und Olympiasiegerin 2016
- Rafaela Spanoudaki-Chatziriga (* 1994), griechische Sprinterin

### Raffaela
- Raffaela Kraus (* 1996), deutsche Schauspielerin und Moderatorin
- Raffaela Schaidreiter (* 1985), österreichische Radio- und TV-Journalistin
- Raffaela Wais (* 1989), deutsche Sängerin und Schauspielerin
- Raffaela Wolf (* 1978), deutsche Eishockeyspielerin

### Raffaëla
- Raffaëla Anderson (* 1976), französische Filmschauspielerin, Autorin und ehemalige Pornodarstellerin

### Raffaella
- Raffaella Brutto (* 1988), italienische Snowboarderin
- Raffaella Carrà (1943–2021), italienische Schauspielerin, Sängerin und Fernsehmoderatorin
- Raffaella De Laurentiis (* 1954), italienische Filmproduzentin
- Raffaella Imbriani (* 1973), deutsche Judoka
- Raffaella Manieri (* 1986), italienische Fußballspielerin
- Raffaella Passiatore (* 1966), italienische Schriftstellerin, Theaterregisseurin und Pianistin
- Raffaella Reggi (* 1965), italienische Tennisspielerin

### Raphaela
- Raphaela Beck (1901–1974), Äbtissin des Klosters Waldsassen (1951–74)
- Raphaela Beer (* 1989), deutsche Singer-Songwriterin und Geigerin, siehe Phela
- Raphaela Bürgi (1923–2021), Schweizer römisch-katholische Ordensschwester, Zeichenlehrerin und Künstlerin
- Raphaela Crossey (* ?), deutsche Schauspielerin
- Raphaela Dell (* 1961), deutsche Theater- und Fernsehschauspielerin
- Raphaela Edelbauer (* 1990), österreichische Autorin
- Raphaela Eggert (* 1992), deutsche Paracyclerin
- Raphaela Gromes (* 1991), deutsche Cellistin
- Raphaela Möst (* 1987), deutsche Schauspielerin
- Raphaela Neihausen (* 1976), US-amerikanische Filmemacherin, Regisseurin und Filmproduzentin
- Raphaela Piehler (* 1988), deutsche Schwimmerin
- Raphaela Rose (* 1987), deutsche Kostümbildnerin
- Raphaela Scharf (* 1990), österreichische Fernsehmoderatorin und Journalistin
- Raphaela Sulzbacher (* 1991), österreichische Biathletin und Skilangläuferin
- Raphaela Vogel (* 1988), deutsche Künstlerin

### Raphaëla
- Raphaëla le Gouvello (* 1960), französische Windsurferin

### Raphaëlle
- Raphaëlle Agogué (* 1981), französische Theater- und Filmschauspielerin
- Raphaëlle Monod (* 1969), französische Freestyle-Skierin
- Raphaëlle Tervel (* 1979), französische Handballspielerin